# NUR-22
NUR-22 „Izabela” – polska samobieżna stacja radiolokacyjna używana przez oddziały przeciwlotnicze Wojsk Lądowych. Przeznaczona jest do wykrywania, śledzenia, identyfikowania celów powietrznych. Potencjał zasięgowy stacji umożliwia wykrycie obiektów o skutecznej powierzchni odbicia 1 m² lecących na wysokości 1000 m w odległości 80 km. Maksymalna odległość wykrycia wynosi 100 km, a maksymalna wysokość wykrycia 7 km. Stacja zbudowana na podwoziu samochodu Tatra 815 w wersji czteroosiowej.
Stacja wywodzi się z samobieżnego radaru NUR-21 na podwoziu gąsienicowym SPG-1. Początkowo planowano jedynie umieszczenie zmodyfikowanej aparatury stacji NUR-21 na podwoziu kołowym w celu obniżenia ceny i kosztów eksploatacji, lecz z uwagi na dostępność nowych podzespołów elektronicznych na przełomie lat 80. i 90., ostatecznie opracowano ulepszoną i nowocześniejszą stację. Prace prowadzono w CNPEP Radwar w latach 1987–1992. Antena została nowo opracowana w Przemysłowym Instytucie Telekomunikacji. Z uwagi na zawieszenie prac, wejście do produkcji opóźniło się i partia próbna powstała w 1997 roku, a następnie w latach 1998–2003 wykonano dla Wojska Polskiego 8 egzemplarzy seryjnych, w tym 6 na zmodyfikowanym podwoziu SPR-22B.   W Wojsku Polskim radar NUR-22 otrzymał oznaczenie RT-22 i nazwę Izabela. Część elektroniczną i antenę radaru NUR-22 wykorzystano ponadto przy produkcji jednego egzemplarza eksportowego radaru NUR-21MI na podwoziu gąsienicowym SPG-1M.
Antena paraboliczna ma rozmiary 4,2 × 3,1 m i obraca się z prędkością 6 lub 12 obr./min. Antena jest unoszona mechanicznie na ramie. Radar ma całkowicie cyfrowy układ obróbki sygnału. Układ pozwala na automatyczne śledzenie 72 celów powietrznych. Wyposażony jest w system identyfikacji swój-obcy Supraśl i radiostację RRC-9500.
Innym radarem jest nowszy NUR-22-3D(N).

## Dane techniczne stacji radiolokacyjnej
- pasmo pracy S (3,2-3,4 GHz)[2]
- zasięg wykrywania: do 100 km[2]
- pułap wykrywania: 7 km[2]
- ilość śledzonych obiektów 72
- pokrycie przestrzeni w elewacji -10° +65°[4]
- moc szczytowa ok. 100 kW[2]
- moc średnia ok. 1 kW[2]

## Dane techniczne nośnika
- nośnik: Tatra 815

- trakcja kołowa 8×8
- załoga 3 osoby
- silnik wysokoprężny o mocy 360 KM (265 kW)[2]
- długość – 10,3 m
- szerokości – 2,75 m
- wysokość – 3,39 m
- masa – 31 000 kg

- prędkość:
  - 65 km/h (po drogach utwardzonych)
  - 40 km/h (po drogach gruntowych)
- zasięg – 500-600 km

### Wyposażenie
- Agregat prądotwórczy
- Układ filtrowentylacji z wentylatorem i filtropochłaniaczem
- Układ ogrzewania kabiny kierowcy i nadwozia
- Układ nawigacji zliczeniowe
- Układ chłodzenia aparatury elektronicznej
- Środki łączności wewnętrznej i zewnętrznej
- Elektroniczny układ poziomowania z dokładnością do 1°